# BBCライヴ (レッド・ツェッペリンのアルバム)
『BBCライヴ』(英語: BBC Sessions)は、イギリスのロックグループ、レッド・ツェッペリンがBBC向けに録音したスタジオ・セッションとライブを収録したコンピレーション・アルバムである。
本作は1997年11月11日にアトランティック・レコードから発売された。『最終楽章 (コーダ)』のリリース以来15年ぶりに未発表音源が公式発表されたことになる。ディスク1は1969年に3回行われたBBCでのセッションから構成されている。ディスク2はロンドンにあるパリ・シアターで1971年4月1日に行われたコンサートの模様がほとんど収録されている。
シングルを発売しないレッド・ツェッペリンにとって、曲をラジオで流してもらうことはなかなか難しかった。そこで、ピーター・グラントはコネクションを利用してバンドをBBCのラジオ番組に出演させた。それを気に入ったバンドはその後数回にわたってBBCでライヴ演奏を行った。1971年以降はラジオ出演によるプロモーションを行わなくとも、ライヴへの集客は向上したため、バンドは「イン・コンサート」を最後にBBCには出演していない。
この録音を収録したブートレグは公式リリース前から大量に流通していた。近年まで録音の実態は不明であったが、BBCの記録から全てが解明した。本作は『永遠の詩 (狂熱のライヴ)』が1976年に発表されて以来のライヴ盤であった。また、一部の曲に編集が行われており、未発表曲が一部収録されていない。収録されなかった未発表曲として最も知られているのは1969年の「サンシャイン・ウーマン」を含むセッションと1971年のパリ・シアターにおける「胸いっぱいの愛を」のメドレー部分である。
2016年、リマスター再発。未収録となっていた1969年4月14日のRhythm & Blues Session、1971年のパリ・シアターにおける「コミュニケイション・ブレイクダウン」等9トラックが追加された。

## 収録曲

### ディスク1
1. ユー・シュック・ミー "You Shook Me" (Dixon/Lenoir) – 5:14
2. 君から離れられない "I Can't Quit You Baby" (Dixon) – 4:22
3. コミュニケイション・ブレイクダウン "Communication Breakdown" (Bonham/Jones/Page) – 3:12
4. 幻惑されて "Dazed and Confused" (Page) – 6:39
5. ザ・ガール・アイ・ラヴ "The Girl I Love She Got Long Black Wavy Hair" (Bonham/Estes/Jones/Page/Plant) – 3:00
6. 強き二人の愛 "What Is and What Should Never Be" (Page/Plant) – 4:20
7. コミュニケイション・ブレイクダウン "Communication Breakdown" (Bonham/Jones/Page) – 2:40
8. トラヴェリング・リヴァーサイド・ブルース "Travelling Riverside Blues" (Johnson/Page/Plant) – 5:12
9. 胸いっぱいの愛を "Whole Lotta Love" (Bonham/Jones/Page/Plant) – 6:09
10. サムシング・エルス "Somethin' Else" (Cochran/Sheeley) – 2:06
11. コミュニケイション・ブレイクダウン "Communication Breakdown" (Bonham/Jones/Page) – 3:05
12. 君から離れられない "I Can't Quit You Baby" (Dixon) – 6:21
13. ユー・シュック・ミー "You Shook Me" (Dixon/Lenoir) – 10:19
14. ハウ・メニー・モア・タイムズ "How Many More Times" (Bonham/Jones/Page) – 11:51

### ディスク2
1. 移民の歌 "Immigrant Song" (Page/Plant) – 3:20
2. ハートブレイカー "Heartbreaker" (Bonham/Jones/Page/Plant) – 5:16
3. 貴方を愛しつづけて "Since I've Been Loving You" (Jones/Page/Plant) – 6:56
4. ブラック・ドッグ "Black Dog"(Jones/Page/Plant) – 5:17
5. 幻惑されて "Dazed and Confused" (Page) – 18:36
6. 天国への階段 "Stairway to Heaven" (Page/Plant) – 8:49
7. カリフォルニア "Going to California" (Page/Plant) – 3:54
8. ザッツ・ザ・ウェイ "That's the Way" (Page/Plant) – 5:43
9. 胸いっぱいの愛を "Whole Lotta Love" (Bonham/Jones/Page/Plant) – 13:45
10. サンキュー "Thank You" (Page/Plant) – 6:37

## 録音データ
「」内は番組名。

### セッション1
「トップ・ギア」（司会:ジョン・ピール）
- 場所:プレイハウス・シアター（ロンドン、ノースアンバーランド通り）
- 録音日時:1969年3月3日（月曜日）
- 最初の放送:1969年3月23日（日曜日）
- トラック:ディスク1、1,2,4,7
- プロデューサー:バーニー・アンドリュース
- エンジニア:ピート・リッツェーマ
- テープ・オペレーター:ボブ・コンダクト

### セッション2
BBCワールドサービス「リズム・アンド・ブルース」（司会:アレクシス・コーナー）
- 場所:メイダ・ヴェール・スタジオ 4（ロンドン、デラウェア・ロード）
- 録音日時:1969年3月19日（水曜日）
- 最初の放送:1969年4月14日（月曜日）
- トラック:「君から離れられない」、「ユー・シュック・ミー」、「サンシャイン・ウーマン」の3曲。最初の2曲はBBCが録音を消去したか紛失してしまった。最後の曲はリリースされていない。
- プロデューサー:ジェフ・グリフィン
- エンジニア:ジョー・ヤング

### セッション3
「テイスティ・ポップ・サンデー」 (司会:クリス・グラント)
- 場所:エオリアン・ホール・スタジオ 2（ロンドン、ボンド通り）
- 録音日時:1969年6月16日（月曜日）
- 最初の放送:1969年6月22日（日曜日）
- トラック:ディスク1、3,5,10（このセッションでは「強き二人の愛」のプロトタイプも収録されている）
- プロデューサー:ポール・ウィリアムス
  - 追記:元々は「シモンズ・オン・サンデー」（司会:デイヴ・シモンズ）の番組内で放送されるはずであったが、上記番組に変更になった。

### セッション4
「トップ・ギア」（司会:ジョン・ピール）
- 場所:メイダ・ヴェール・スタジオ 4（ロンドン、デラウェア・ロード）
- 録音日時:1969年6月24日（火曜日）
- 最初の放送:1969年6月29日（日曜日）
- トラック:ディスク1、6-9
- プロデューサー:ジョン・ウォルターズ
- エンジニア:トニー・ウィルソン

### セッション5
「ワン・ナイト・スタンド」（司会:ジョン・ピール）
- 場所:プレイハウス・シアター
- 録音日時:1969年6月27日（金曜日）
- 最初の放送:1969年8月10日（日曜日）
- トラック:ディスク1、11-14（「幻惑されて」、「ホワイト・サマー/ブラック・マウンテン・サイド」も含まれていた。）
- プロデューサー:ジェフ・グリフィン
- エンジニア:トニー・ウィルソン

### セッション6
「イン・コンサート」（司会:ジョン・ピール）
- 場所:パリ・シアター（ロンドン、ローワー・リージェント通り）
- 録音日時:1971年4月1日（木曜日）
- 最初の放送:1971年4月4日（日曜日）
- トラック:ディスク2全ての曲。「コミュニケイション・ブレイクダウン」と「強き二人の愛」も一緒に演奏されていた。
- プロデューサー:ジェフ・グリフィン
- エンジニア:トニー・ウィルソン

## クレジット
- レッド・ツェッペリン
  - ジミー・ペイジ - エレクトリックギター、アコースティック・ギター、マスタリング、プロデューサー
  - ロバート・プラント - ボーカル
  - ジョン・ポール・ジョーンズ - ベースギター、キーボード、マンドリン
  - ジョン・ボーナム - ドラム
- Jon Astley - マスタリング
- Chris Walter - 写真
- Andie Airfix - アート・ディレクション、デザイン
- Luis Rey - ライナーノーツ